# Нелидов, Аркадий Иванович
Аркадий Иванович Нелидов (1773 — 3 (15) сентября 1834) — генерал-лейтенант, курский губернатор (1811-18),  сенатор, действительный тайный советник. Брат фаворитки Екатерины Нелидовой.

## Биография
Родился в 1773 году в семье поручика Ивана Дмитриевича Нелидова и Анны Александровны, урожд. Симоновой. При Екатерине II Нелидов, закончивший Пажеский корпус, состоял камер-пажем. Благодаря влиянию сестры на Павла I за короткое время сделал блестящую карьеру. 6 (17) ноября 1796 года, в день восшествия на престол Павла I, произведён из камер-пажей в майоры и назначен флигель-адъютантом при Его Императорском Величестве, через 2 дня получил звание подполковника, а уже 21 января 1797 года, в возрасте 24 лет, стал генерал-майором и генерал-адъютантом, ему было поручено командование походной канцелярией. В 1797—1798 годы Нелидову пожалованы земли в Воронежской, Орловской, Смоленской, Тамбовской и Курской губерниях. Только в одной Курской губернии он получил 1 тысячу душ крестьян мужского пола, деревню Моква, сёла Гламаздино и Старшее.
В 1798 году между Павлом I и Екатериной Ивановной Нелидовой произошёл разрыв, Павел приказал ей удалиться из Санкт-Петербурга. Вскоре после этого, 19 (30) августа 1798 года, Аркадий Иванович был отставлен от службы без объяснения причин, лишён воинского звания и всех занимаемых должностей и выслан (без мундира и пенсии) в курские имения, где в изгнании пробыл два с половиной года.
Лишь после воцарения Александра I в августе 1801 года Нелидову было возвращено звание генерал-адъютанта с производством в генерал-лейтенанты и Высочайше повелено носить общий кавалерийский мундир. В 1806 году Нелидов был назначен на должность начальника Псковской милиции, в 1811 году избран предводителем дворянства Шлиссельбургского уезда. 2 ноября 1811 года получил чин тайного советника и назначен курским губернатором. С этим назначением связано начало строительства усадьбы в деревне Моква около Курска.
Во время Отечественной войны 1812 года Аркадий Нелидов проявил себя дельным и распорядительным администратором: в Курской губернии активно проводился набор рекрутов из всех сословий, гостиный двор в местечке Свобода был преобразован в огромный склад оружия, был хорошо налажен сбор медикаментов, одежды и провианта для быстрейшей доставки в действующую армию, через Курск переправлялись большие партии пленных французов.
Через несколько лет после окончания Отечественной войны губернатор Нелидов всячески старался ускорить начало возведения в Курске нового Знаменского собора в память о победе русского народа над врагом: уже осенью 1815 были начаты земляные работы. В должности курского губернатора Аркадий Иванович пребывал до 1818 года.
Через год назначен почётным опекуном Санкт-Петербургского опекунского общества. В 1825 году стал сенатором, а в 1826 году — Санкт-Петербургским предводителем дворянства. В 1826 г. был назначен в Верховный уголовный суд по делу декабристов. 13 (25) апреля 1829 года произведён в действительные тайные советники. Скончался 3 (15) сентября 1834 года в Ревеле. Похоронен в склепе Буксгевденов при церкви святого Адриана в Старо-Паново, в 15 верстах от Санкт-Петербурга.

## Семья
Аркадий Иванович Нелидов был женат на графине Софье Фёдоровне Буксгевден (10.11.1778 — 04.08.1829), дочери графа Фёдора Фёдоровича Буксгевдена, военного губернатора Санкт-Петербурга. В семье Нелидовых было 13 детей: 6 сыновей и 7 дочерей. Среди них:
- Фёдор (1799—после 1870), кавалергард, вышел в отставку в 1834 году полковником.
- Елена (19.05.1802—1873), крещена 24 мая 1802 года в Исаакиевском сосборе при восприемстве деда Ф. Ф. Буксгевдена и Е. И. Нелидовой[7].
- Александр (19.05.1802— ?), близнец, крещен вместе с сестрой.
- Аркадий (1804—21.02.1867), курский губернский предводитель дворянства; женат на Елизавете Петровне Ильинской (её сестра была женой П. А. Клейнмихеля). Скончался от паралича в легких в Париже; похоронен в своем имении в Курской губернии.
- Иван (1805—1860), прапорщик; женат на дочери фрейлины Варвары Туркестановой и Александра I.
- Елизавета (1805—28.05.1810)[8], умерла от «колотья», похоронена на Ульяновском кладбище.
- Софья (1807 — 29.12.1877)
- Наталья (? — 08.08.1849), фрейлина.
- Павел (21.10.1810—?), крестник Е. И. Нелидовой[9].
- Варвара (1814—1897), камер-фрейлина, фаворитка Николая I.
- Николай (1816—1829)
- Иоасаф (Иосиф, 19.11.1817—23.11.1861), генерал-майор, муж Елены Николаевны Анненковой.
- Мария (?—1872)
- Любовь (17.04.1822[10]—1865), крестница Е. И. Нелидовой и брата Аркадия, жена генерал-адъютанта П. Н. Волкова. Помещица села Глозматино, Курской области.

## Награды
- Орден Святой Анны 1 степени
- Орден Святого Иоанна Иерусалимского
- Орден Святого Александра Невского[3]